# Glenties
Glenties (iriska: Na Gleannta) är en by i Donegal i Ulster på Irland. Orten hade 869 invånare år 2011.